# Ljubomir Krastanow

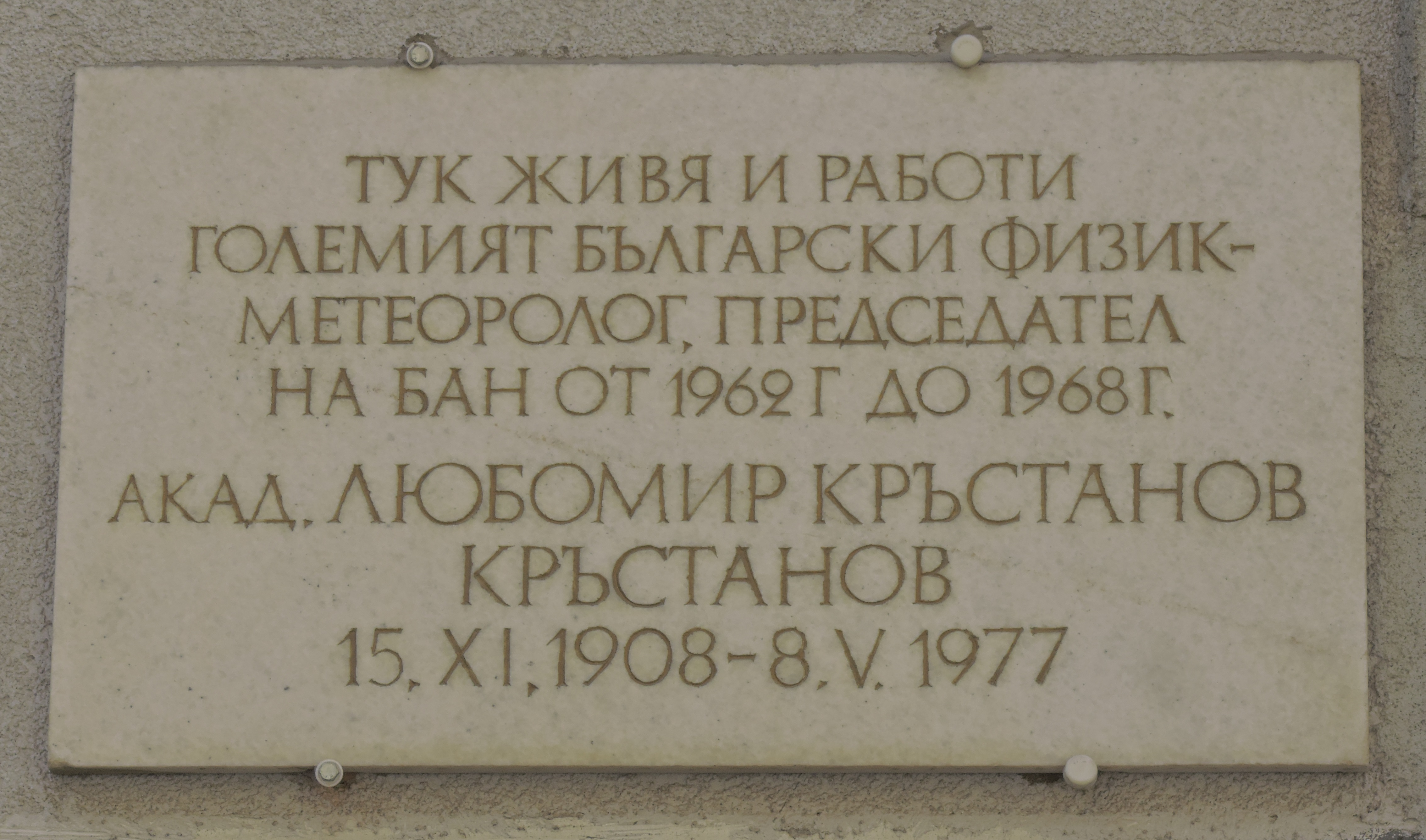
Gedenktafel (oben) für Ljubomir Krastanow an seinem langjährigen Wohnhaus (unten) in Sofia

Ljubomir Krastanow (bulgarisch Любомир Кръстанов; * 15. November 1908 in Plewen; † 3. Mai 1977 in Sofia) war ein bulgarischer Meteorologe und Geophysiker.

## Leben
Er studierte zunächst Physik an der Universität Sofia und spezialisierte sich dann 1940 in Leipzig und Dresden sowie 1950 in Moskau. 1941 trat er der Bulgarischen Kommunistischen Partei bei, von 1966 bis 1971 war er Mitglied im Zentralkomitee der Partei. Krastanow übernahm 1961 die Funktion als Direktor des Geophysikalischen Instituts, die er bis 1977 innehatte. Von 1962 bis 1966 war er Minister und von 1962 bis 1968 auch Präsident der Bulgarischen Akademie der Wissenschaften. Er gehörte auch mehreren ausländischen Wissenschaftsakademien an, darunter seit 1970 auch der Leopoldina. Außerdem war er von 1966 bis 1977 auch Vorsitzender des Nationalkomitees für Raumforschung.
In seinen wissenschaftlichen Arbeiten befasste er sich mit der physikalischen Chemie und der allgemeinen Meteorologie, insbesondere der Physik der Atmosphäre.
Er wurde mit dem Orden Georgi Dimitrow und dem Dimitroffpreis ausgezeichnet.

## Werke (Auswahl)
- Otlagane na ionni kristali edin vurchu drug, 1939